# Next Generation ATP Finals 2022 - Singolare
Carlos Alcaraz era il detentore del titolo ma ha deciso di non partecipare in quanto qualificato per le ATP Finals 2022.
In finale Brandon Nakashima ha battuto Jiří Lehečka con il punteggio di 4-3(5), 4-3(6), 4-2.

## Giocatori
1. Holger Rune (ritirato)
2. Lorenzo Musetti (round robin)
3. Jack Draper (semifinale)
4. Brandon Nakashima (campione)
5. Jiří Lehečka (finale)

1. Tseng Chun-hsin (round robin)
2. Dominic Stricker (semifinale)
3. Francesco Passaro (round robin)
4. Matteo Arnaldi (round robin)

### Riserve
1. Luca Nardi (non ha giocato)

1. Timofej Skatov (non ha giocato)

## Tabellone

### Legenda
| - Q = Qualificato - WC = Wild card - LL = Lucky loser | - ALT = Alternate - SE = Special Exempt - PR = Protected Ranking | - w/o = Walkover - r = Ritirato - d = Squalificato |

### Parte finale
|  | Semifinali | Semifinali        | Semifinali        | Semifinali | Semifinali | Semifinali | Semifinali |  |  | Finale | Finale            | Finale            | Finale            | Finale | Finale | Finale |  |
|  |            |                   |                   |            |            |            |            |  |  |        |                   |                   |                   |        |        |        |  |
|  | 4          | Brandon Nakashima | Brandon Nakashima | 4          | 1          | 4          | 4          |  |  |        |                   |                   |                   |        |        |        |  |
|  | 3          | Jack Draper       | Jack Draper       | 36         | 4          | 2          | 35         |  |  | 4      | Brandon Nakashima | Brandon Nakashima | Brandon Nakashima | 4      | 4      | 4      |  |
|  | 7          | Dominic Stricker  | Dominic Stricker  | 1          | 34         | 4          | 1          |  |  | 5      | Jiří Lehečka      | Jiří Lehečka      | Jiří Lehečka      | 35     | 36     | 2      |  |
|  | 5          | Jiří Lehečka      | Jiří Lehečka      | 4          | 4          | 2          | 4          |  |  |        |                   |                   |                   |        |        |        |  |

### Gruppo Verde
|   |                            | Rune Arnaldi                        | Nakashima                        | Lehečka             | Passaro                             | RR V-P | Set V-P   | Game V-P    | Classifica |
| 9 | Holger Rune Matteo Arnaldi |                                     | 4-2, 3(7)-4, 3(4)-4, 4-3(4), 2-4 | 3(5)-4, 1-4, 3(4)-4 | 3(7)-4, 4-2, 4-3(4), 3(4)-4, 3(8)-4 | 0–3    | 4–9 (31%) | 40–46 (47%) | 4          |
| 4 | Brandon Nakashima          | 2-4, 4-3(7), 4-3(4), 3(4)-4, 4-2    |                                  | 4-1, 4-3(2), 4-2    | 4-3(4), 4-2, 4-1                    | 3–0    | 9–2 (82%) | 41–28 (59%) | 1          |
| 5 | Jiří Lehečka               | 4-3(5), 4-1, 4-3(4)                 | 1-4, 3(2)-4, 2-4                 |                     | 4-1, 4-3(7), 4-1                    | 2–1    | 6–3 (67%) | 30–24 (56%) | 2          |
| 8 | Francesco Passaro          | 4-3(7), 2-4, 3(4)-4, 4-3(4), 4-3(8) | 3(4)-4, 2-4, 1-4                 | 1-4, 3(7)-4, 1-4    |                                     | 1–2    | 3–8 (27%) | 28–41 (41%) | 3          |

La classifica viene stilata in base ai seguenti criteri: 1) Numero di vittorie; 2) Numero di partite giocate; 3) Scontri diretti (in caso di due giocatori pari merito); 4) Percentuale di set vinti o di game vinti (in caso di tre giocatori pari merito); 5) Ranking ATP

### Gruppo Rosso
|   |                  | Musetti                                | Draper                 | Tseng                 | Stricker                               | RR V-P | Set V-P   | Game V-P    | Classifica |
| 2 | Lorenzo Musetti  |                                        | 1-4, 0-4, 3(3)-4       | 4-2, 4-2, 4-2         | 3(5)-4, 3(6)-4, 4-3(7), 4-3(6), 3(3)-4 | 1–2    | 5–6 (45%) | 33–36 (48%) | 3          |
| 3 | Jack Draper      | 4-1, 4-0, 4-3(3)                       |                        | 1-4, 4-2, 4-3(2), 4-2 | 3(5)-4, 3(5)-4, 3(5)-4                 | 2–1    | 6–4 (60%) | 34–27 (56%) | 2          |
| 6 | Tseng Chun-hsin  | 2-4, 2-4, 2-4                          | 4-1, 2-4, 3(2)-4, 2-4  |                       | 2-4, 1-4, 2-4                          | 0–3    | 1–9 (10%) | 22–37 (37%) | 4          |
| 7 | Dominic Stricker | 4-3(5), 4-3(6), 3(7)-4, 3(6)-4, 4-3(3) | 4-3(5), 4-3(5), 4-3(5) | 4-2, 4-1, 4-2         |                                        | 3–0    | 9–2 (82%) | 42–31 (58%) | 1          |

La classifica viene stilata in base ai seguenti criteri: 1) Numero di vittorie; 2) Numero di partite giocate; 3) Scontri diretti (in caso di due giocatori pari merito); 4) Percentuale di set vinti o di game vinti (in caso di tre giocatori pari merito); 5) Ranking ATP